# Luigi Maggi (scacchista)

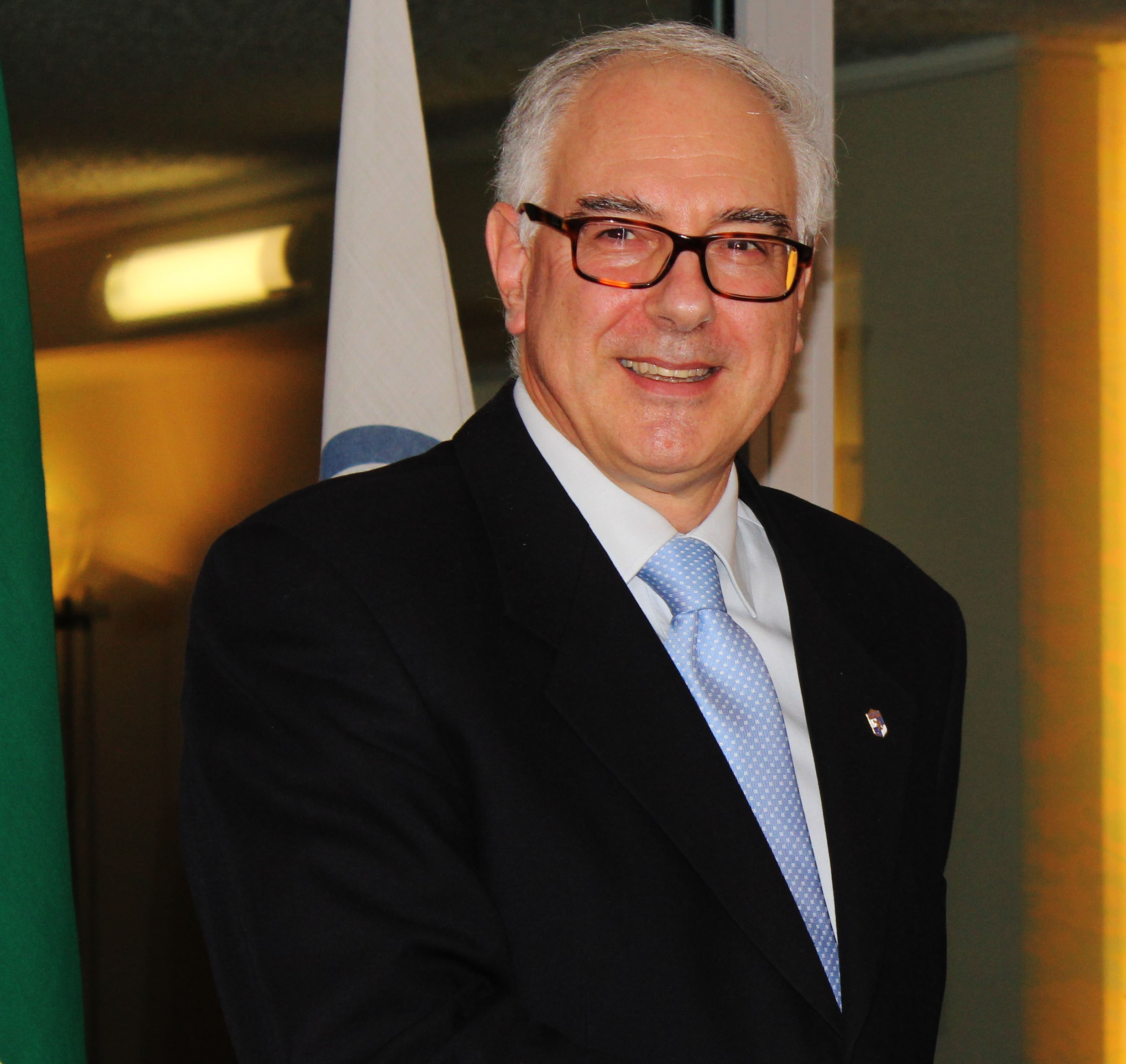
Luigi Maggi

Luigi Maggi (Roma, 23 giugno 1958) è un dirigente sportivo italiano.

## Biografia
Avviato alla pratica sportiva della pallacanestro all’età di 10 anni, ha militato negli anni sportivi 1977/78 e 1978/79 nel campionato di serie B.l della Eldorado. Ha condiviso l’attività della pallacanestro con gli scacchi.
Allievo del prof. Vincenzo Nestler, pluricampione italiano, che gli fu amico e per molti versi anche mentore e gli insegnò a considerare gli scacchi non solo come uno sport, ma anche come una forma d’arte.

## Dirigente sportivo
Dal 2007 al 2012 è stato consigliere del Comitato Regionale FSI del Lazio e e dal  2012 al 2017 presidente.
Inoltre è stato coordinatore della commissione formazione dei Dirigenti sportivi F.S.I., membro della Commissione Organizzazione Periferica della FSI, consigliere dell'Associazione Nazionale Dirigenti dello Sport (ANDIS), componente della Commissione tecnico scientifica della Scuola Regionale dello Sport del CONI, membro della Consulta regionale del CONI Lazio, Tutor del Sistema Nazionale delle Qualifiche della FSI (formatore di Istruttori). Ricopre anche l'incarico di tesoriere della Mitropa Chess Association.            Il 21 dicembre 2020 è stato eletto presidente della Federazione Scacchistica Italiana e rieletto per un secondo mandato il 15 dicembre 2024.

## Onorificenze
2017 Stella di bronzo al merito sportivo CONI
2021 Stella d'oro al
Merito Sportivo CONI 